# Bitwa pod Drabeskos
Bitwa pod Drabeskos – starcie zbrojne, które miało miejsce w roku 465 p.n.e. pomiędzy armią ateńską a wojskami trackimi.
W 465 p.n.e. Ateny dążąc do umocnienia swej pozycji na północy, przystąpiły do tłumienia powstania na wyspie Tazos i do zakładania nowych baz na wybrzeżu trackim. Grecy zajęli miejscowość Ennea Hodoj (Dziewięć Dróg, późniejsze Amfipolis), nad rzeką Strymon, i utworzyli tam kolonię, sprowadzając 10 tys. ateńskich i sprzymierzonych kolonistów. Kolonia w tym strategicznym miejscu pozwoliłaby na kontrolę nad trackim wybrzeżem i transport drewna oraz rud metali. Trakowie poczuli się zagrożeni i zebrawszy siły, pod Drabeskos całkowicie zniszczyli armię wysłaną do ochrony kolonii; zaatakowali też Chersonez, zadając i tam poważne straty wojskom sprzymierzonych. Klęska spowodowała załamanie się planu kolonizacyjnego. Możliwe, że siłami greckimi w tej kampanii dowodził Leagros